# M142 HIMARS
HIMARS (pokrata za eng. High Mobility Artillery Rocket System) topnički je sustav višecjevnih raketnih bacača proizvođača Lockheed Martin montiran na laki kamion. Američka vojna oznaka sustava je M142.

## Razvoj
Cilj proizvođača bio je stvoriti jeftiniju i lakšu inačicu sustava M270 MLRS, koji bi se mogao prevoziti transportnim zrakoplovom Lockheed C-130 Hercules. Podvozje na kotačima lakše je i jeftinije za rukovanje od podvozja na gusjenicama na kojem se temelji sustav M270. Razvoj je započeo 1996. kao dio "Inicijative za brzo projektiranje snaga" (RFPI). Konačni prototip, označen kao XM142, predstavljen je 1999., a testiranje je završeno 2002. Sustavi upravljanja paljbom, elektronika i komunikacija isti su kao na lanserima M270 i proces obuke posade također je isti. M26 (nevođeno) i GMLRS (precizno vođeno) streljivo također je kompatibilno s dometom do 150 km. Lockheed Martin primio je 2003. prvu narudžbu za isporuku 89 sustava za američku vojsku i 4 za američki korpus marinaca. Godine 2005. prvi HIMARS-i raspoređeni su u Iraku.

Izvorni sustav bio je postavljen na neoklopljeni kamion. Ovu inačicu pokretao je Caterpillarov dizel motor od 290 KS i bio je 5,04 m dužine, 2,16 m širine i visok 2,25 m. Težina je bila 10,88 tona, maksimalna brzina na cesti bila je 85 km/h i dometom od 480 km. U kasnijim proizvodnim serijama sustav je nadograđen na oklopni kamion Oshkosh M1140. Novi sustav je 7.0 m dužine, 2,4 m širine, 3,2 m visok i težak 16,25 tona. Njegova najveća brzina je 94 km/h.  Cijeli sustav, uključujući i šasiju, proizvodi Lockheed Martin od 2017. godine. 
- HIMARS na neoklopljenom kamionu.
- HIMARS na oklopljenom kamionu Oshkosh.
- Utovar u transportni zrakoplov.
- Streljivo.
- Unos ciljnih koordinata.
- Lansiranje raketa.
- Ukrajinski HIMARS u Zaporožskoj oblasti, početkom srpnja 2022

## Rakete i projektili
MLRS
Rakete M28 su varijanta nevođenih raketa M26 sustava M270.[54] Svaka kapsula rakete sadrži 6 identičnih raketa.
M28 vježbene rakete . Varijanta M26 s tri balastna spremnika i tri spremnika za dimne oznake umjesto korisnog tereta podstreljiva.
M28A1 raketa smanjenog dometa (RRPR) s tupim nosom. Domet smanjen na 9 km (5,6 mi).
M28A2 jeftina raketa za vježbanje smanjenog dometa (LCRRPR) s tupim nosom. Domet smanjen na 9 km (5,6 mi).
GMLRS
Rakete s vođenim raketnim sustavom za višestruko lansiranje (GMLRS) imaju prošireni domet i dodaju GPS-potpomognuto navođenje svom inercijalnom navigacijskom sustavu. GMLRS rakete predstavljene su 2005. godine, a rakete M30 i M31 su, osim bojnih glava, identične. Od 1. prosinca 2021. proizvedeno je 50 000 GMLRS raketa, s godišnjom proizvodnjom koja sada prelazi 9 000 raketa. Svaka kapsula rakete sadrži 6 identičnih raketa.
M30 rakete nose 404 podstreljiva DPICM M101. Domet: 15-92 km (9,3-57,2 mi). 3936 proizvedenih između 2004. i 2009., proizvodnja je prestala u korist M30A1.[55] Preostale M30 rakete se ažuriraju s bojnom glavom M30A1 ili M31A1.
M30A1 rakete s alternativnom bojevom glavom (AW). Domet: 15-92 km (9,3-57,2 mi). GMLRS raketa koja zamjenjuje podstreljivo M30 s približno 182 000 prethodno oblikovanih fragmenata volframa za djelovanje na područje bez neeksplodiranih ubojnih sredstava.[57] Ušao u proizvodnju 2015.[55][54] Ova bojeva glava je superiornija ne samo zato što ne koristi kazetnu municiju, već je i bolja od normalnog visokoeksplozivnog metka.
M30A2 rakete s alternativnom bojevom glavom (AW). Domet: 15-92 km (9,3-57,2 mi). Poboljšani M30A1 s neosjetljivim pogonskim sustavom za streljivo (IMPS). Samo M30 varijanta u proizvodnji od 2019. 
M31 rakete s visokoeksplozivnom bojnom glavom od 200 lb (91 kg). Domet: 15-92 km (9,3-57,2 mi). Ušao u proizvodnju 2005. Bojevu glavu proizvodi General Dynamics i sadrži 51 funtu (23 kg) PBX-109 visokog eksploziva u čeličnoj kutiji za fragmentiranje eksplozijom. 
M31A1 raketes visokoeksplozivnom bojnom glavom od 200 lb (91 kg). Domet: 15-92 km (9,3-57,2 mi). Poboljšani M31.
M31A2 rakete s visokoeksplozivnom bojnom glavom od 200 lb (91 kg). Domet: 15-92 km (9,3-57,2 mi). Poboljšani M31A1 s neosjetljivim pogonskim sustavom za streljivo (IMPS). Samo M31 varijanta u proizvodnji od 2019. 
ER GMLRS rakete s povećanim dometom do 150 km (93 mi). Rakete koriste nešto veću veličinu raketnog motora, novodizajnirani trup i repno navođenje, dok još uvijek sadrže šest po kapsuli. Doći će u unitarnoj i AW varijanti. Prvi uspješan testni let ER GMLRS-a dogodio se u ožujku 2021. Lockheed Martin predviđa dodavanje ER-a svojoj proizvodnoj liniji u fiskalnoj godini 2023. uz dodjelu ugovora i planira proizvodnju novih raketa u svom pogonu u Camdenu. Puna operativna sposobnost planirana je za 2025.Godine 2022. Finska je postala prvi strani kupac koji je naručio ER GMLRS.
ATACMS
Army Tactical Missile System (ATACMS) je serija projektila zemlja-zemlja (SSM) od 610 mm s dometom do 300 km (190 milja). Svaka raketna kapsula sadrži jednu raketu ATACMS. Od 2022. samo M48, M57 i M57E1 ostaju u arsenalu američke vojske.
M39 (ATACMS BLOCK I) projektil s inercijskim navođenjem. Projektil nosi 950 M74 protupješačkih i protumaterijskih (APAM) bombica. Domet: 25-165 km (16-103 mi). 1650 M39 proizvedeno je između 1990. i 1997., kada je proizvodnja prestala u korist M39A1. Tijekom Pustinjske oluje 32 M39 ispaljena su na iračke mete, a tijekom operacije Iračka sloboda ispaljeno je još 379 M39. Preostale M39 rakete se ažuriraju na M57E1 rakete. M39 je jedina varijanta ATACMS-a, koju mogu ispaljivati sve varijante M270 i M142.
M39A1 (ATACMS BLOCK IA) projektil s GPS-potpomognutim navođenjem. Projektil nosi 300 bombica M74 APAM. Domet: 20-300 km (12-186 mi). 610 M39A1 proizvedeno je između 1997. i 2003. Tijekom operacije Iračka sloboda 74 M39A1 ispaljena su na iračke ciljeve.Preostale M39A1 rakete se ažuriraju na M57E1 rakete. M39A1 i sve kasnije uvedene rakete ATACMS mogu se koristiti samo s M270A1 (ili njihovim varijantama) i M142.
M48 (ATACMS Quick Reaction Unitary; QRU) projektil s GPS-potpomognutim navođenjem. Projektil nosi 500 lb WDU-18/B probojnu visokoeksplozivnu fragmentacijsku bojevu glavu protubrodskog projektila Harpoon američke mornarice. Domet: 70-300 km (43-186 mi). 176 M48 proizvedeno je između 2001. i 2004., kada je proizvodnja prestala u korist M57. Tijekom operacije Iračka sloboda 16 M48 ispaljeno je na iračke ciljeve; još 42 M48 ispaljena su tijekom operacije Trajna sloboda. Preostale rakete M48 ostaju u SAD-u. 
M57 (ATACMS TACMS 2000) projektil s GPS-potpomognutim navođenjem. Projektil nosi istu bojevu glavu WDU-18/B kao i M48. Domet: 70-300 km (43-186 mi). 513 M57 proizvedeno je između 2004. i 2013. 
M57E1 (Modifikacija ATACMS; MOD) projektil s GPS-potpomognutim navođenjem. M57E1 je oznaka za nadograđene M39 i M39A1 s motorom s preinačenim zrnom, ažuriranim softverom i hardverom za navigaciju i navođenje te jediničnom bojevom glavom WDU-18/B umjesto bombica M74 APAM. M57E1 ATACMS MOD također uključuje senzor blizine za zračnu detonaciju. Proizvodnja je započela 2017. s početnom narudžbom za 220 nadograđenih M57E1. Program bi trebao završiti 2024. s uvođenjem rakete Precision Strike Missile (PrSM), koja će zamijeniti rakete ATACMS u američkom arsenalu.
PrSM
Precision Strike Missile (PrSM) je nova serija GPS-navođenih projektila, koji će početi zamijeniti ATACMS projektile 2024. PrSM nosi novodizajniranu bojnu glavu s djelovanjem na područje i ima domet od 60-499 km (37-310 milja). ). Projektili PrSM mogu se lansirati iz M270A2 i M142, s raketnim kapsulama koje sadrže 2 projektila. Od 2022. PrSM je u niskoj početnoj proizvodnji sa 110 projektila koji se isporučuju američkoj vojsci tijekom godine. PrSM će ući u operativnu upotrebu 2023. 

## Korisnici
- Jordan: 3
- Rumunjska: 54
- Singapur: 18
- Ukrajina: 12
- Ujedinjeni Arapski Emirati: 20
- SAD: američka vojska: 363; američki korpus marinaca: 47

## Poveznai članci
- M270 MLRS (srednji topnički raketni sustav)
- 9A52-4 Tornado
- Pinaka (višecijevni bacač raketa)
- Dongfeng 16
- K136 Kooryong
- Fajr-5

## Vanjske poveznice
- Opis na GlobalSecurity.org
- HIMARS Technical Manuals